# Brioche Pasquier
Pour les articles homonymes, voir Pasquier.
Brioche Pasquier est une entreprise de l'industrie agroalimentaire française qui transforme des produits agricoles pour fabriquer et commercialiser des viennoiseries et des pâtisseries industrielles. L'entreprise est devenue le numéro un de la viennoiserie en France.
Fondée en 1974, elle est aujourd'hui toujours contrôlée par la famille Pasquier, qui possède plus de 90 % du capital de l'entreprise. 
À l'origine spécialisée dans la viennoiserie, la marque s'est élargie par diverses acquisitions d'usines, principalement dans le domaine de la pâtisserie (fraîche et surgelée) et des biscottes. 
Le groupe Pasquier possède aujourd'hui 14 usines en France, ainsi que 2 en Espagne, 1 au Portugal, 1 à Londres, 1 à San Francisco. Le groupe estime son chiffre d'affaires global 2020 à 692 millions d'euros, réalisé avec 3 520 collaborateurs. 
Pasquier se nomme Gabriel au Québec[réf. souhaitée] et Recondo en Espagne, avec un marquage  similaire.

## Histoire
(avril 2016).

Ancien logotype de brioche Pasquier, datant de 1974

- 1974 : À partir de la boulangerie familiale, création par une fratrie de la société Pasquier, qui se spécialise dans la fabrication de brioches.

- 1985 : Introduction en bourse.

- 1986 : Ouverture d’une seconde usine à Charancieu (Isère) : la société prend une envergure nationale. Création de la marque de brioches fourrées Pitch.

- 1989 : Acquisition des Établissements Barnasson (pâtes feuilleté :croissants pains aux chocolat) .

- De 1992 à 1999 : Diversification dans la pâtisserie industrielle avec l'acquisition de 3 sites de transformation : Les Vergers de Moismont (tartes), M.D.P.S. (pâte à choux) et Beignets Heunet.

- 1998 : Ouverture vers l’Europe avec des implantations commerciales en Belgique, Espagne, Allemagne et Italie.

- De 2001 à 2009 : Diversification dans les biscottes, les croûtons et la pâtisserie fine surgelée avec l'achat des sociétés Productos Recondo en 2001, Auga et Sofapi en 2005[4], Symphonie et Albatros en 2006.

- 2009 : Ouverture d'une nouvelle usine à Brissac-Quincé (Maine-et-Loire). Cette usine de 20 000 m2 sera dotée de quatre lignes de transformation d'une capacité de 15 000 tonnes de biscottes ou de pains suédois par an.

- 2012: Brioche Pasquier fait l'acquisition de l'entreprise américaine Galaxy Desserts[5].

- Novembre 2012 : L'entreprise annonce la fermeture de son usine à Amboise pour le 31 octobre 2013 au plus tard[6].
- Mai 2016 : Changement de slogan.

## Mises en cause et controverses

### «PitchGate»

Logotype de la marque Pitch déposée par Pasquier S.A. pour commercialiser ses brioches fourrées.

Début 2018, la société brioche Pasquier menace de poursuites judiciaires plusieurs startups qui utilisent le terme pitch, marque que la société a déposée à l'INPI pour en réserver l'usage exclusif aux brioches fourrées qu'elle produit. La société Pasquier S.A. a en effet étendu la protection de sa marque au-delà des produits agroalimentaires, notamment pour la classe d'activité « dédiée à la formation et à l'éducation ». Révélées le 12 février 2018, ces démarches sont dénoncées sur les réseaux sociaux sous le hashtag #PitchGate, comme une appropriation excessive d'un terme d'usage courant. Refusant dans un premier temps de s'exprimer, Brioche Pasquier est finalement conduite à publier le 13 février 2018 un communiqué confirmant qu'elle s'oppose à l'utilisation de sa marque Pitch par des tiers, tout en rappelant que cela ne s'applique pas au langage courant.

### Promotion de produits sucrés ciblant les enfants
À l’occasion de la Coupe du Monde de football 2018, Pasquier, fournisseur officiel de l’équipe de France, en même temps que d'autres entreprises agroalimentaires, est épinglé par l’ONG foodwatch pour son marketing ciblant les enfants,. Foodwatch pointe particulièrement la teneur en glucides (23%) des brioches Pitch, qu'elle estime « beaucoup trop sucrées ». Pour assurer la promotion de ces produits auprès des enfants, la marque offre un maillot de l’équipe de France personnalisé en taille 8, 10 ou 12 ans pour six brioches fourrées achetées et organise un jeu-concours pour rencontrer des joueurs de l’équipe.

## Marques
Brioche Pasquier, activité brioche, viennoiserie et pâtisserie : pains au lait, pains au chocolat, brioches, pancakes, etc.
- Pitch, une petite brioche de poche fourrée au chocolat ou à la confiture.
- Auga, activité de panification sèche : biscottes, pains grillés, croutons, toasts, etc.
- Agri Pasquier, alimentation animale.
- Symphonie, activité de pâtisserie : mignardises, entremets, tarte, éclairs, viennoiserie, beignets.
- Grilletine : tartine grillée.

## Usines
Les usines historiques dans le secteur de la brioche et viennoiserie :
- Les Cerqueux (Maine-et-Loire) ;
- Brissac-Quincé (Maine-et-Loire)[15] ;
- Charancieu (Isère) ;
- Étoile-sur-Rhône (Drôme) ;
- Le Châtelet-en-Brie (Seine-et-Marne) ;
- Aubigny-en-Artois (Pas-de-Calais) ;
- Vron (Somme) ;
- Saint-Valery-en-Caux (Seine-Maritime) ;
- Andrézieux-Bouthéon (Loire).
- Milton Keynes (Royaume-Uni)

Usine spécialisée dans le secteur de la panification sèche :
- Saint-Herblain (Loire-Atlantique)[16]

## Données boursières
- Actions cotées à la bourse de Paris de 1985 à 2006[17].
- Code Valeur ISIN = FR0000066276.
- 23 % du chiffre d'affaires à l'international